# Atari G42
Atari G42 es una Placa de arcade creada por Atari destinada a los salones arcade.

## Descripción
El Atari G42 fue lanzada por Atari en 1991.
El sistema tenía un procesador Morotola 68000, específicamente el MC68HC000P12 trabajando a 12.5 MHz. Con respecto al audio, este estaba a cargo de una configuración Stand-Alone Audio III, compuesta por un procesador 6502 a 1.790 MHz, manejando los chips de sonido Yamaha YM2151 y el OKI 6295 ADPCM.
En esta placa funcionaron 2 títulos.

## Especificaciones técnicas

### Procesador
- Morotola 68000 trabajando a 12.5 MHz

### Audio
Kit Stand-Alone Audio III
- 6502 a 1.790 MHz

Chips de sonido:
- - Yamaha YM2151
  - OKI 6295 ADPCM

### Video
Resolución 336 x 240 pixeles

## Lista de videojuegos
- Guardians Of The 'Hood
- Road Riot 4WD